# Tellér Gyula
| Tellér Gyula                              | Tellér Gyula                               |
| Kattints az alábbi külső linkek egyikére! | Kattints az alábbi külső linkek egyikére!  |
| ----------------------------------------- | ------------------------------------------ |
| Nem található szabad kép.(?)              |                                            |
| külső link · jogvédett                    | Tellér Gyula. Centenáriumi Emlékbizottság. |

Tellér Gyula (Budapest, 1934. július 20. – 2023. május 25.) Széchenyi-díjas magyar szociológus, műfordító, országgyűlési képviselő.

## Tanulmányai
1952-ben érettségizett az Óbudai Árpád Gimnáziumban, 1946-ban a gimnáziumi bélyegkör tagja volt. Felvették az Apáczai Csere János Pedagógiai Főiskola magyar szakára, ahol 1955-ben szerzett diplomát.

## Rendszerváltás előtti pályafutása
Diplomájának megszerzése után előbb Kesztölcön, majd Tokodaltárón volt tanár. 1959-ben visszatért Budapestre, a Lisznyai Utcai Általános Iskolában dolgozott 1966-ig, ekkor a Szövetkezeti Kutatóintézetbe került, ahol a gazdaságtörténeti és szociológiai kutatócsoport munkatársa, majd később vezetője lett. 1985-ben az intézet tudományos tanácsadójává nevezték ki. Ugyanebben az évben a Magyar Tudományos Akadémia szövetkezetelméleti albizottságának titkára is lett.
1988-ban a Szabad Kezdeményezések Hálózata, majd a Szabad Demokraták Szövetsége egyik alapítója volt.

## Rendszerváltás utáni pályafutása
Az 1990-es országgyűlési választáson az SZDSZ országos listájáról szerzett mandátumot, a gazdasági bizottság tagja lett. 1991-ben a párt országos tanácsába is beválasztották. A ciklus alatt az SZDSZ-frakció munkaügyi, szövetkezeti és szakszervezeti szóvivője, ill. gazdasági kollégiumának titkára volt.
1994-ben nem indult az országgyűlési választáson és még ugyanebben az évben ki is lépett az SZDSZ-ből, valamint távozott a Szövetkezeti Kutatóintézetből.
1995-ben a Magyar Polgári Demokraták Társaságának egyik alapítója, illetve 1996-ban a Magyar Polgári Együttműködés Egyesület elnökségi tagja lett. 1996 és 1998 között az MTV Közalapítvány kuratóriumának Fidesz által delegált elnökségi tagja volt.
Az Orbán-kormány alatt a Miniszterelnöki Hivatal politikai elemző főosztályának vezetőjeként dolgozott. 1999-ben a XX. Század Intézet tudományos igazgatójává nevezték ki. 2000 és 2005 között a Pázmány Péter Katolikus Egyetem meghívott oktatója volt. 2005-ben az Országos Rádió és Televízió Testület szerződéses munkatársa lett. A 2006-os országgyűlési választáson a Fidesz–KDNP országos listájáról szerzett ismét mandátumot, a Fidesz-frakció tagjaként a kulturális és sajtóbizottság tagja lett. A 2010-es országgyűlési választáson nem indult. 2010-től haláláig Orbán Viktor miniszterelnök tanácsadója volt.

## Családja
Értelmiségi családból származik. Elvált, egy lánygyermek édesapja.

## Irodalmi munkássága
Tellér munkái mellett műfordítóként is tevékenykedett, többek között Jean-Marie Gustave Le Clézio, Stéphane Mallarmé, Lorand Gaspar, Edgar Allan Poe és John Barth verseit, regényeit, ill. drámáit fordította. Munkásságáért 1980-ban Wessely László-díjban, 1985-ben József Attila-díjban, 2001-ben pedig a Magyar Alkotóművészek Országos Egyesületének műfordítói díjában részesült. 2015-ben Széchenyi-díjjal tüntették ki.

## Díjai, elismerései
- Wessely László-díj (1980)
- József Attila-díj (1985)
- Széchenyi-díj (2015)

## Művei
- Kisipari szövetkezetkoncepció és szövetkezetpolitika Magyarországon. 1945–1970; Szövetkezeti Kutató Intézet, Budapest, 1971 (Közlemények. Szövetkezeti Kutató Intézet)
- A magyar kisipari szövetkezetek története. 1945–1962; Szövetkezeti Kutató Intézet, Budapest, 1973 (Közlemények Szövetkezeti Kutató Intézet)
- Utak és tévutak az ipari szövetkezetek életében. Működés, fejlesztés, beruházás. Esettanulmányok; szerk. Tellér Gyula; Agroinform, Budapest, 1987 (Közlemények. Szövetkezeti Kutató Intézet)
- A helyzet; sajtóösszeállítás szerk. Tellér Gyula, összeáll. Baló György, szerk. Bognár Róbert; Múzsák, Budapest, 1988 (Mozgó világ)
- Tanka Endre–Tellér Gyula–Szabó Gábor: Gazdasági, társadalmi és politikai reformok és a magyar szövetkezet; MKT Baranya Megyei Szervezete, Pécs, 1990 (Ökonómia)
- Hatalomgyakorlás az MSZP–SZDSZ koalíció idején; Kairosz, Szentendre, 1999
- Cikkek, esszék, elemzések, 1-2.; Kairosz–Kölcsey Intézet, Budapest, 2006
- A kockadobó. Tellér Gyula műfordításai; vál., szerk. Kulin Ferenc; Kairosz, Budapest, 2009